# Championnat du Brésil de football de deuxième division 1999
Navigation
Serie B 1998 Serie B 2001
La saison 1999 de Série B est la vingtième édition du championnat du Brésil de football de deuxième division, qui constitue le deuxième échelon national du football brésilien. 

## Compétition
Cette année 22 équipes participent au championnat, en fin de saison les deux premiers sont promus en  championnat du Brésil 2000.
Au premier tour les équipes disputent un championnat dans une poule unique où elles se rencontrent une seule fois, les huit premiers se qualifient pour les quarts de finale, les six derniers sont reléguées en Serie C.
Les quarts de finale se disputent sur deux matchs, si chaque équipe gagne son match un troisième match est organisé pour déterminer le vainqueur.
Les quatre équipes restantes se retrouvent dans un groupe où elles se rencontrent deux fois, le premier est promu en championnat du Brésil 2000 avec le vice-champion.

### Premier tour
| Rang | Équipe                      | Pts | J  | G  | N  | P  | Bp | Bc | Diff |
| ---- | --------------------------- | --- | -- | -- | -- | -- | -- | -- | ---- |
| 1    | São Caetano P               | 45  | 21 | 13 | 6  | 2  | 33 | 15 | +18  |
| 2    | Bahia                       | 37  | 21 | 9  | 10 | 2  | 38 | 23 | +15  |
| 3    | Goiás R                     | 36  | 21 | 10 | 6  | 5  | 35 | 22 | +13  |
| 4    | Vila Nova                   | 34  | 21 | 9  | 7  | 5  | 30 | 19 | +11  |
| 5    | América Mineiro R           | 33  | 21 | 9  | 6  | 6  | 33 | 21 | +12  |
| 6    | Ceará                       | 32  | 21 | 9  | 5  | 7  | 25 | 20 | +5   |
| 7    | Avaí P                      | 32  | 21 | 9  | 5  | 7  | 26 | 29 | -3   |
| 8    | Santa Cruz                  | 30  | 21 | 9  | 3  | 9  | 22 | 29 | -7   |
| 9    | XV de Novembro (Piracicaba) | 30  | 21 | 8  | 6  | 7  | 23 | 22 | +1   |
| 10   | Londrina                    | 30  | 21 | 8  | 6  | 7  | 23 | 25 | -2   |
| 11   | CRB                         | 29  | 21 | 8  | 5  | 8  | 20 | 24 | -4   |
| 12   | Bragantino R                | 29  | 21 | 8  | 5  | 8  | 23 | 31 | -8   |
| 13   | Remo                        | 27  | 21 | 7  | 6  | 8  | 28 | 29 | -1   |
| 14   | ABC                         | 27  | 21 | 6  | 9  | 6  | 28 | 29 | -1   |
| 15   | Joinville                   | 26  | 21 | 8  | 2  | 11 | 22 | 25 | -3   |
| 16   | Sampaio Corrêa              | 26  | 21 | 7  | 5  | 9  | 40 | 37 | +3   |
| 17   | União São João              | 26  | 21 | 6  | 8  | 7  | 28 | 25 | +3   |
| 18   | Criciúma                    | 24  | 21 | 6  | 6  | 9  | 27 | 36 | -9   |
| 19   | Paysandu                    | 24  | 21 | 5  | 9  | 7  | 24 | 28 | -4   |
| 20   | América (Natal) R           | 22  | 21 | 6  | 4  | 11 | 25 | 31 | -6   |
| 21   | Tuna Luso                   | 22  | 21 | 6  | 4  | 11 | 24 | 36 | -12  |
| 22   | Desportiva Ferroviária      | 9   | 21 | 2  | 3  | 16 | 12 | 33 | -21  |

| Légende : Qualifications et relégations | Légende : Qualifications et relégations     |
| --------------------------------------- | ------------------------------------------- |
|                                         | Qualification quart de finale               |
|                                         | Relégation en Série C                       |
|                                         | R : Relégué de Série A P : Promu de Série C |

### Quart de finale
Les équipes jouent en match aller et retour, si une équipe a deux victoires elle est qualifiée pour le tour final. Si après les deux premiers matchs les équipes sont à égalité un match d'appui est joué.
| Match | Équipe 1        | Résultat | Équipe 2    | Aller | Retour | Appui |
| ----- | --------------- | -------- | ----------- | ----- | ------ | ----- |
| 1     | Bahia           | 2 - 0    | Avaí        | 2 - 1 | 3 - 1  | x     |
| 2     | Goiás           | 2 - 1    | Ceará       | 3 - 0 | 3 - 4  | 2 - 0 |
| 3     | Santa Cruz      | 2 - 1    | São Caetano | 1 - 0 | 3 - 4  | 1 - 0 |
| 4     | América Mineiro | 0 - 1    | Vila Nova   | 2 - 2 | 0 - 0  | 1 - 3 |

### Tour final
| Rang | Équipe     | Pts | J | G | N | P | Bp | Bc | Diff |
| ---- | ---------- | --- | - | - | - | - | -- | -- | ---- |
| 1    | Goiás      | 11  | 6 | 3 | 2 | 1 | 5  | 3  | +2   |
| 2    | Santa Cruz | 10  | 6 | 3 | 1 | 2 | 6  | 5  | +1   |
| 3    | Bahia      | 7   | 6 | 2 | 1 | 3 | 9  | 9  | 0    |
| 4    | Vila Nova  | 6   | 6 | 2 | 0 | 4 | 7  | 10 | -3   |

Goiás gagne son premier titre de champion de deuxième division et est promu en championnat du Brésil 2000 avec le vice-champion Santa Cruz.